# Klippsnäppa
Klippsnäppa (Calidris ptilocnemis) är en liten vadarfågel som tillhör familjen snäppor. Den häckar kring Berings hav i västra Alaska och östra Ryssland. Arten är mycket lik närbesläktade skärsnäppan (C. maritima) och behandlades tidigare som underart till denna.

## Utbredning och systematik
Klippsnäppan häckar på arktiska stillahavskusten i västra Alaska och östra Ryssland. Merparten är flyttfåglar som övervintrar på klippiga isfria kuster i Japan och utefter Nordamerikas västkust så långt söderut som till Kalifornien.
Klippsnäppan delas ofta upp i fyra underarter.
- Calidris ptilocnemis quarta (Hartert, 1920) inkl. kurilensis (Yamashima, 1929) – är stannfågel i södra Kamtjatka samt på Kommendörsöarna och Kurilerna.
- Calidris ptilocnemis tschuktschorum (Portenko, 1937) – häckar på östra Tjuktjerhalvön, på öarna St Lawrence och Nunivak och i västra Alaska. Övervintrar så långt ned som till Kalifornien.
- Calidris ptilocnemis couesi (Ridgway, 1880) – är stannfåglar på Alaskahalvön och Aleuterna.
- Calidris ptilocnemis ptilocnemis – nominatformen häckar på öarna St Matthew, Hall Island och Pribilof utanför Alaska. Övervintrar från södra till sydöstra Alaska.

Tidigare kategoriserades detta komplex som underarter till skärsnäppan.

## Utseende

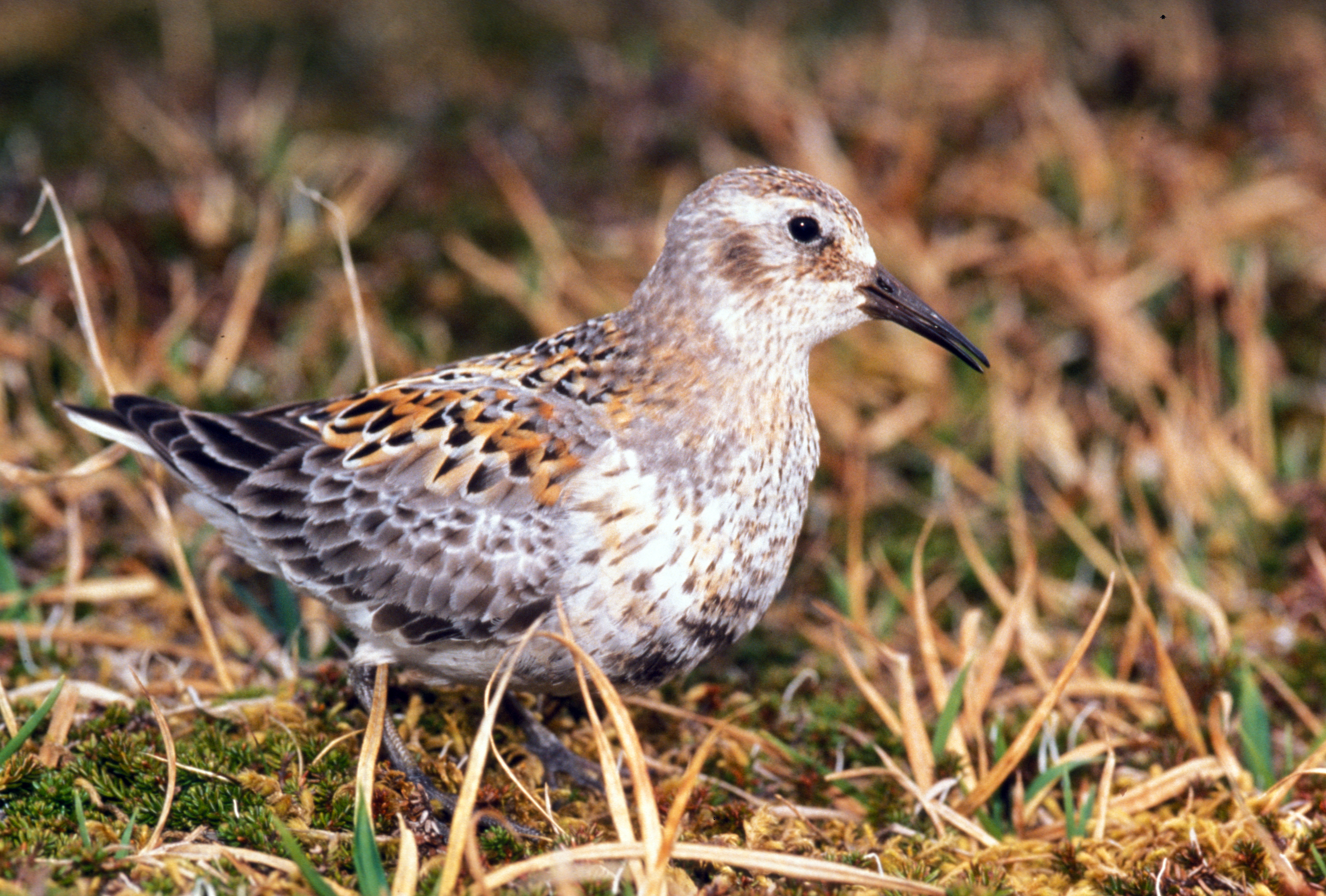
Klippsnäppa fotograferad på Aleuterna.

Klippsnäppan är mycket lik skärsnäppan. Den är en kompakt, korthalsad vadare, med medelgrov näbb och gula till olivfärgade ben. 
Adulta fåglar i icke-häckningsdräkt (september–april) är mörkgrå på ovansidan med en anstrykning av lila skimmer och är mestadels vita undertill. Bröstet är vattrat med grå fläckar mot vit botten. undersidan av vingen är vit men mörkare ut mot vingspetsen och handen är mörkt inramad. Den har svart övergump och ett vitt vingband som löper parallellt utmed bakre kanten av vingen. I häckningsdräkt (april-augusti) mörknar näbben och fågeln får en tegelfärgad, svart och vit teckning på rygg, bröst och huvud. 
Underarternas morfologi och fjäderdräkt skiljer sig åt där couesi är den mörkaste, har mest gråvattrad kroppsidan och smalast vingband (dock bredare än skärsnäppan) medan ptilocnemis är större och ljusare, har ett brett vitt vingband, och i adult häckningsdräkt en tydlig svart fläck på magen. Underarten tschuktschorum är som en mellanform mellan dessa båda underarter.

## Läten
Det sträva och drillande spellätet är likt kärrsnäppan. I flykten hörs ett lågt och gnissligt "keesh".

## Ekologi

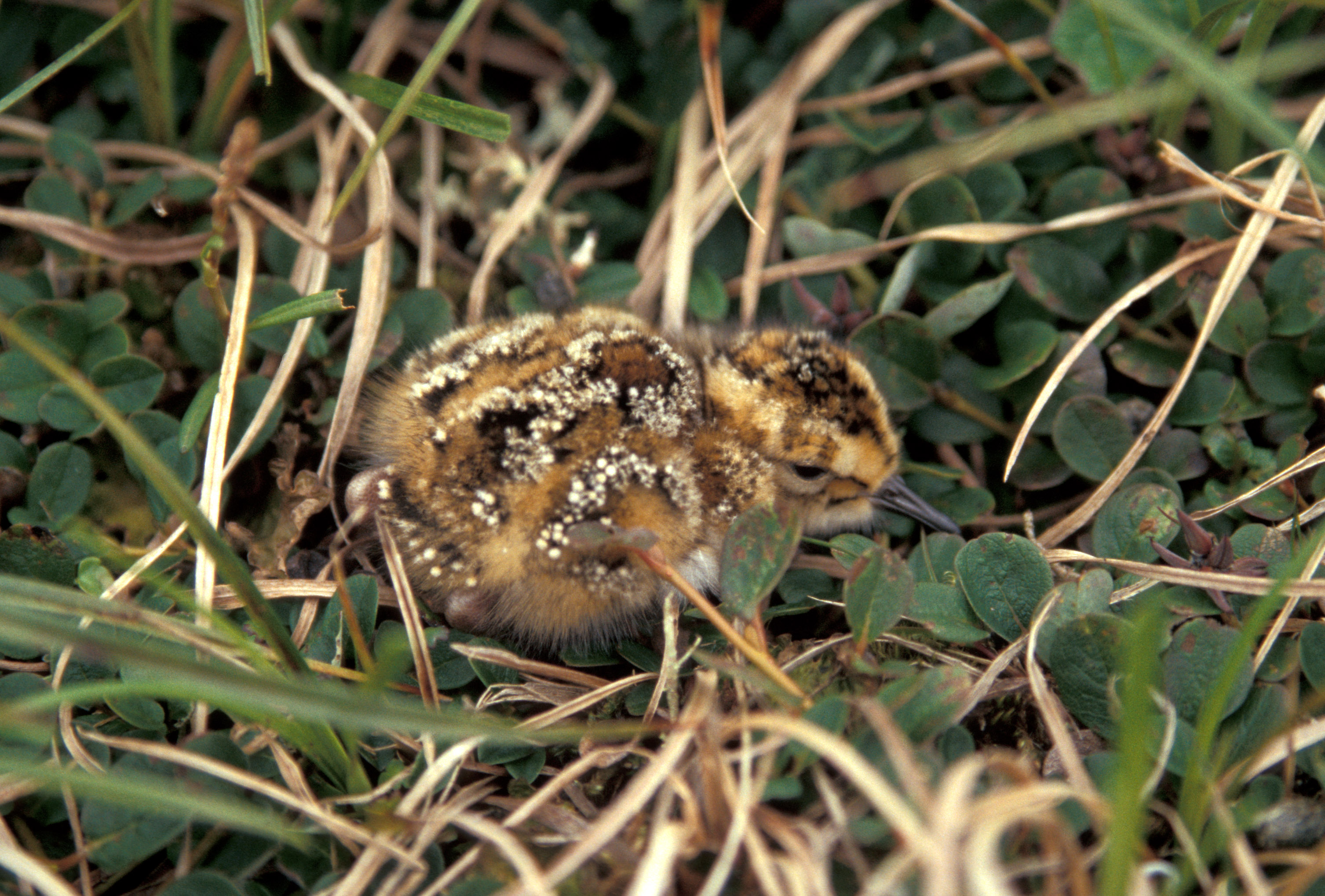
Dununge fotograferad på ön Hall utanför Alaska

Klippsnäppan häckar på den nordliga tundran. Oftast är de monogama och paren håller inte sällan ihop i flera år. De häckar på marken, antingen uppe på klippblock eller i lägre belägna fuktiga partier. Hanen gräver ut ett antal grunda reden ett av där hon i genomsnitt lägger fyra ägg. Båda föräldrar ruvar sedan äggen men det är hanen som tar han om ungarna sedan de har kläckts. De födosöker på klippiga stränder och äter framförallt insekter, mollusker och dylikt, men även västmaterial. Den födosäker ofta vadande med vatten upp till bröstet men simmar också. På vintern kan de ses i större flockar.

## Status och hot
Arten har ett stort utbredningsområde, men tros minska i antal, dock inte tillräckligt kraftigt för att den ska betraktas som hotad. Internationella naturvårdsunionen IUCN listar arten som livskraftig (LC). Världspopulationen uppskattas till 140 000 adulta individer.